# Sirin

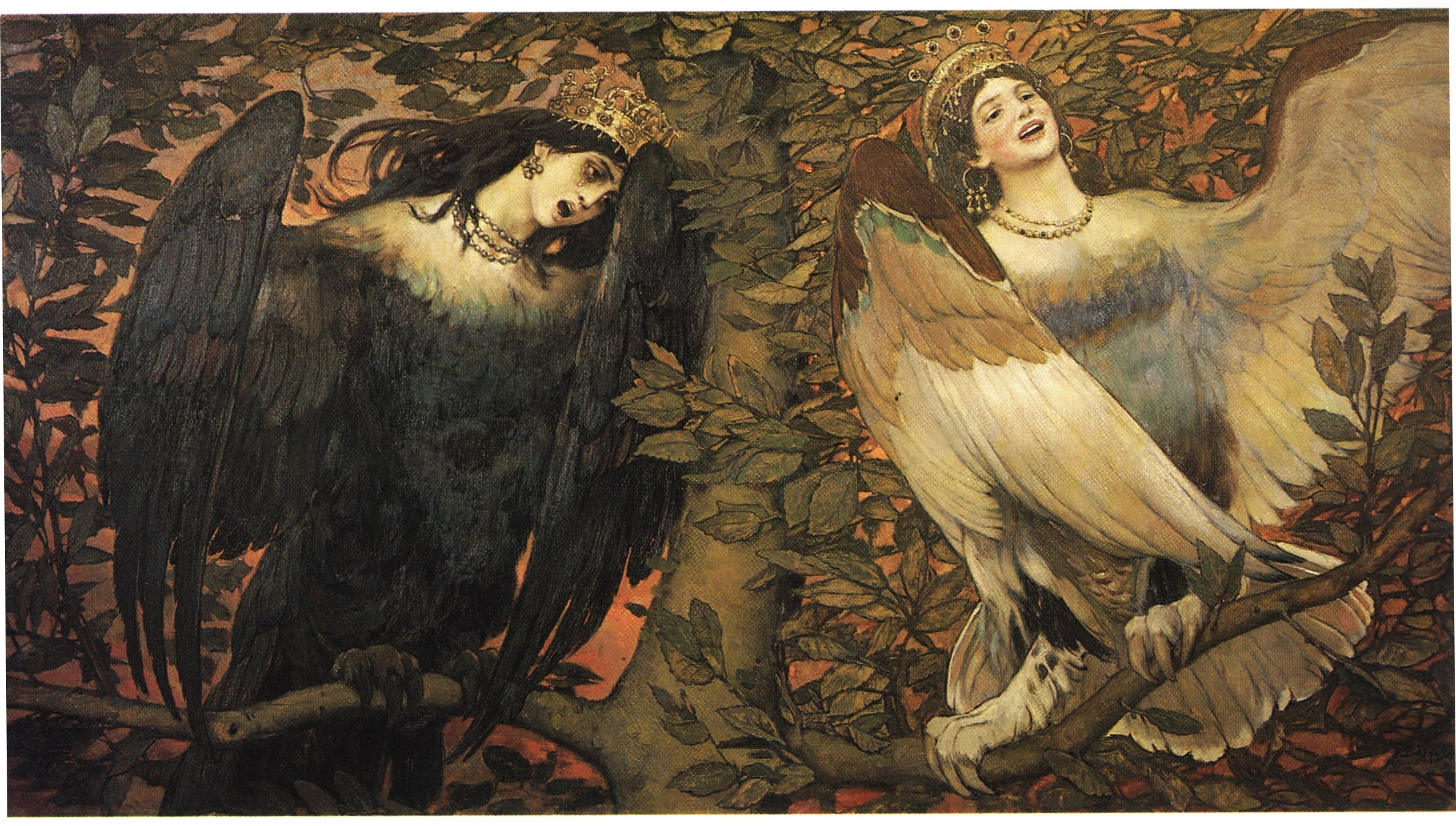
Zwei sagenhafte magische Vögel, links die Sirin, rechts eine Alkonost. (Wiktor Wasnezow, 1896)

Sirin (russisch Сирин) ist der Name einer Sagengestalt des russischen Volksglaubens. Es handelt sich um Vögel, die rein äußerlich Eulen ähneln, aber Kopf und Brust einer schönen Frau besitzen.

## Merkmale
Der Erzählung nach lebten diese Wesen in Indischen Landen nahe dem Garten Eden oder in der Gegend um den Euphrat. Diese Halbwesen zeigen entfernt Bezug auf die griechischen Erzählungen von der Sirenen. Die Sirin sangen für die Heiligen Lieder, in denen es um zukünftige Freuden ging – für Sterbliche hingegen waren die Wesen gefährlich; wer ihren Liedern lauschte, der vergaß alles Irdische, folgte den Sirin und lief in den Tod. Man sagte, dass laute Geräusche, wie etwa Kanonenschüsse oder Glockengeläut die Tiere abschrecken sollte.
Die Sirin sind die magischen Vögel der Trauer und des Kummers. Im Gegensatz dazu stehen die Alkonost, die Vögel des Glücks und der Hoffnung. Die Sirin sind den Menschen eher böse gesinnt, die Alkonost hingegen nicht.

## Interpretation
Die Sirin werden manchmal als eine Metapher für das Wort Gottes und wie es in die Seele des Menschen gelangt, angesehen. Ein anderes Mal sind sie die Metapher für einen Ketzer, der die Schwachen zu verführen droht. Auch wurden die Wesen schon mit den Sirenen oder den polnischen Wila (feenartige Wesen) gleichgesetzt.
Im russischen Volksglauben wurde „Sirin“ mit dem von vielen verehrten religiösen Schreiber St. Ephram dem Syrer verbunden. Daher benutzten bäuerliche Leierspieler wie etwa Nikolai Kliuew „Sirin“ als Synonym für „Poet“.
Der russisch-amerikanische Schriftsteller Vladimir Nabokov nutzte in seinem russischen Werk das Pseudonym „Sirin“.

## Galerie

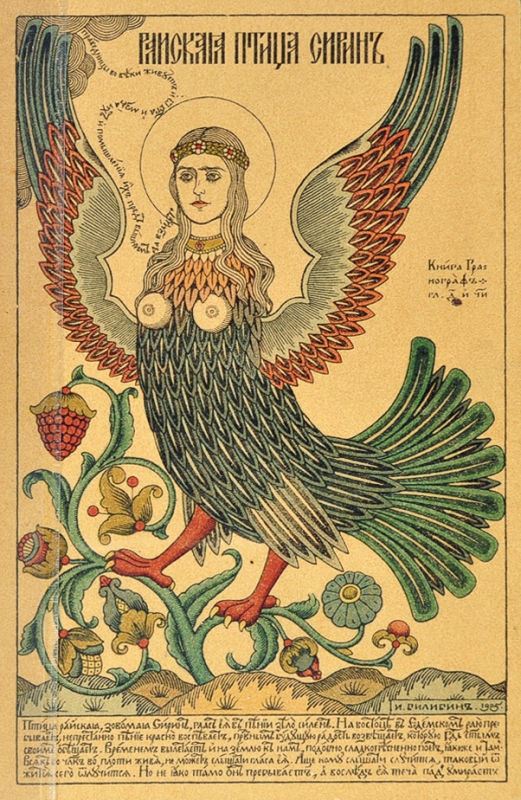
Iwan Bilibin's Sirin
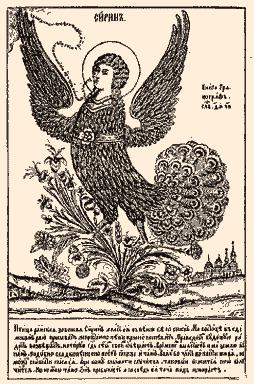
Sirin (Postkarte von 1908)
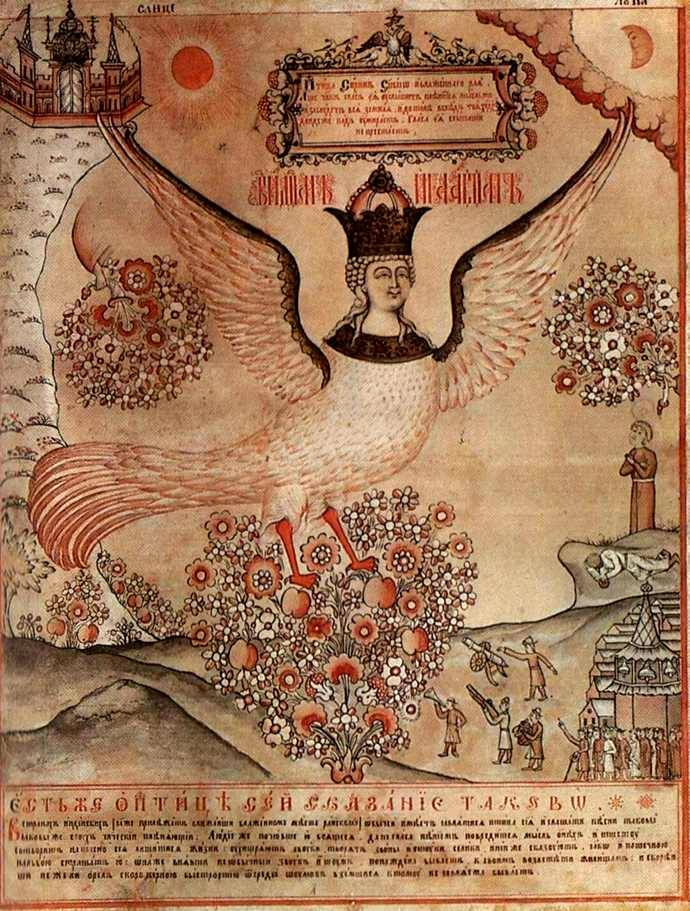
Sirin Russland, 19. Jahrhundert
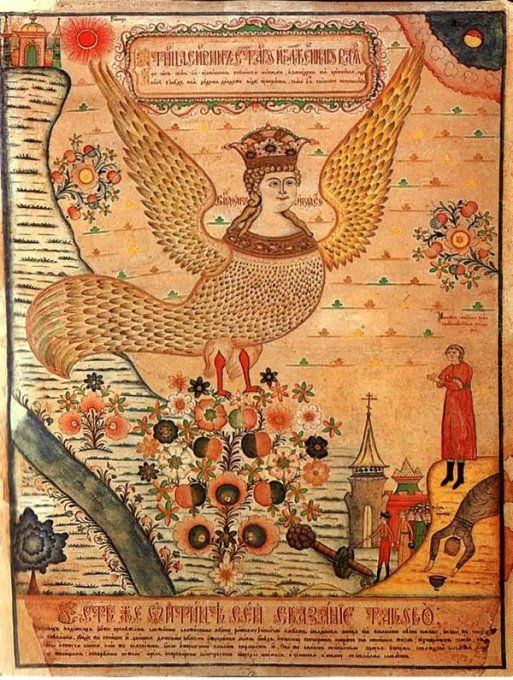
Sirin Russland, 19. Jahrhundert
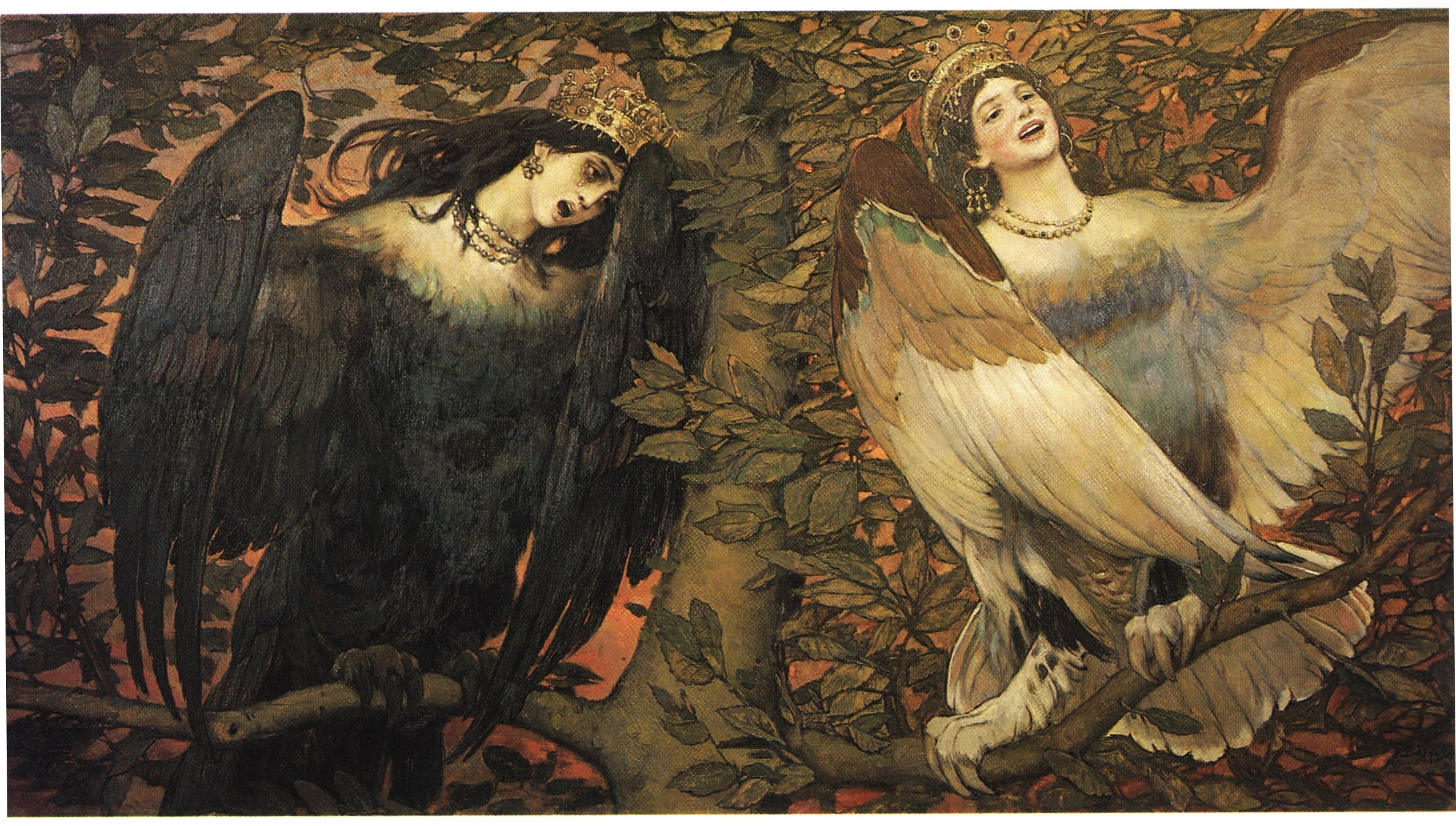
Wiktor Wasnezow. Sirin (links) und Alkonost (1896)
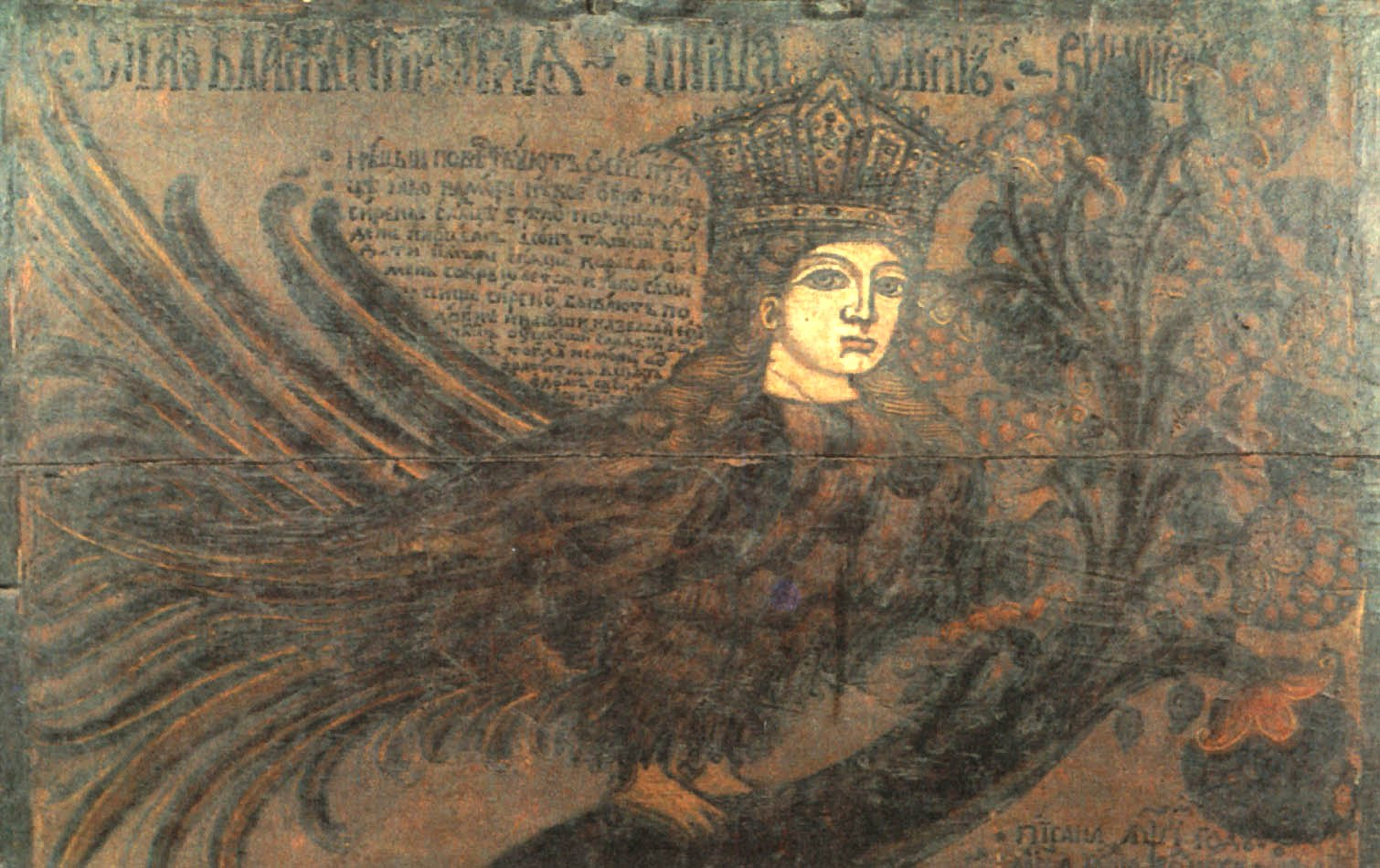
Eine Sirin auf einer Traubenrebe